# Christian Grøthan
Christian Vilhelm Balduin Grøthan (19. november 1890 på Frederiksberg i København – 6. april 1951 i Gentofte) var en dansk fodboldspiller.
I sin klubkarriere spillede Grøthan først i Charlottenlund Boldklub senere i B.93s forsvar hvor han vandt det danske mesterskab 1916.
Grøthan debuterede i en venskabskamp mod Sverige 1916 i Stockholm som Danmark vandt 2-0. Han deltog han ved OL i Antwerpen. Det blev til 31 landskampe og den sin sidste landskamp 1923 var som debuten en venskabskamp mod Sverige i Stockholm som Danmark vandt 3-1. Det blev til tre landskampsmål; mod Sverige 1917 og mod Norge 1918 og 1922. Han blev den femte 25-landskamps jubilar 1922 mod Tjekkoslovakiet